# Хю Лофтинг
Хю Лофтинг (на английски: Hugh Lofting) е английски писател, автор на произведения в жанра детска литература.

## Биография и творчество
Хю Лофтинг е роден на 14 януари 1886 г. в Майденхеад, Бъркшър, Англия, в английско-ирландско семейство. Има четири братя и една сестра. Най-големият му брат също става писател. Завършва йезуитския колеж-интернат „Света Мария“ в Спинкхил, Дарбишър, в който учи от осемгодишен. В периода 1905-1906 г. учи строително инженерство с акцент върху архитектурата в Масачузетския технологичен институт и завършва обучението си в периода 1906-1907 г. в Лондонската политехника. След дипломирането си работи на големи строежи в Канада като геодезист, и като железопътен инженер в Западна Африка и Куба. През 1912 г. се премества в САЩ и пише статии и разкази за списания. Жени се за Флора Смал и има две деца – Елизабет и Колин. През Първата световна война първоначално работи към британското министерство на информацията в Ню Йорк, а през 1916 г. се включва в ирландската гвардия и се сражава на фронта на Британската армия във Фландрия и Франция.
На фронта е отвратен от бездушния начин на лечение на войниците и автоматичното убиване на ранените животни. Затова решава да пише за доктор, който се грижи за животните и започва да пише писма до децата си, в които разказва и илюстрира приказки за него, които стават основа за романите за доктор Дулитъл. През 1917 г. е сериозно ранен и инвалидизиран, и след демобилизацията си през 1919 г. се премества със семейството си в Килингуърт, Кънектикът. Там е насърчен от съпругата и децата си да напише роман.
През 1920 г. е публикуван първият му роман „Историята на Доктор Дулитъл“ от поредицата за деца „Доктор Дулитъл“. Главен герой е английския лекар Джон Долитъл от градчето Пудълби-край-Блатото, който има способността да говори с животните, чийто език е научил от своя папагал Полинезия. Книгата е удостоена с бившата литературна награда „Луис Карол“. След успеха на книгата Хю Лофтинг се посвещава на писателската си кариера. Вторият роман „Пътешествията на Доктор Дулитъл“ получава през 1923 г. наградата „Нюбъри“.
Издава общо 14 книги за знаменития доктор и неговите приключения, които сам илюстрира. Те са наситени с доброта и сърдечност, близък до детските възприятия език и забавен хумор, и имат за девиз мотото – „На всички деца – деца по възраст и деца по сърце…“. Три от книгите за Доктор Дулитъл са издадени след смъртта му от сина му Кристофър.
През 1927 г. почива съпругата му Флора. Следващата година се жени за Катрин Хароуер, която умира няколко месеца след сватбата от грип. Нещастията в семейството намаляват произведенията му. След пет години пише книгата „Завръщането на Доктор Долитъл“, която е смятана за последната му значителна работа.
През 1935 г. се жени за третата си съпруга – Джоузефин Фрикър. Преместват се в Тонганга, Калифорния. Имат син – Кристофър.
Избухването на Втората световна война го зарежда с песимизъм за състоянието на света, коетосе отразява в антивоенната поема – „Victory for the Slain“.
В романа си „Dr Dolittle and the Secret Lake“, издаден посмъртно през 1948 г., описва библейската история за потопа от гледна точка на животните, която включва смърт и разрушение, но в крайна сметка надделява приятелството.
Хю Лофтинг умира след двегодишно заболяване на 26 септември 1947 г. в Топанга, Калифорния.
В съвременните издания на романите за Доктор Дулитъл са направени някои ревизии на текстовете, които се считат за расистки.

## Произведения

### Самостоятелни романи
- The Story of Mrs Tubbs (1923)
- Noisy Nora (1929)
- The Twilight of Magic (1930)
- Gub Gub's Book (1932)
- Tommy, Tilly, and Mrs. Tubbs (1936)

### Серия „Доктор Дулитъл“ (Doctor Dolittle)
1. The Story of Doctor Dolittle (1920) – издаден и като „Doctor Dolittle“
Доктор Дулитъл и неговите животни: Неговия необикновен живот в родината и чудните му приключения по целия свят, изд. „Т. Ф. Чипев“ (1933), прев. В. Саръиванов
Историята на доктор Дулитъл, в която се разказва за неговия чудноват живот в родината и за удивителните му приключения в далечни и непознати страни, изд.: „Народна култура“, София (1966, 1969), изд.: „Отечество“, София (1979), прев. Жени Божилова
Историята на доктор Дулитъл, изд.: ИК „Прозорец“, София (1991), изд.: ИК „Ведрина“, София (1994), изд.: ИК „Пан“, София (1998), прев. Жени Божилова 
Историята на Доктор Дулитъл, изд.: ИК „Хермес“, Пловдив (2006), прев. Маргарита Дограмаджян
2. The Voyages of Doctor Dolittle (1922) – издаден и като „Doctor Dolittle and the Pirates“
Пътешествията на Доктор Дулитъл, изд.: ИК „Ведрина“, София (1994), прев. Иван Терзиев 
Пътешествията на Доктор Дулитъл, изд.: ИК „Хермес“, Пловдив (2006), прев. Иванка Савова
3. Doctor Dolittle's Post Office (1923)
Пощата на Доктор Дулитъл, изд.: ИК „Ведрина“, София (1997), прев. Велина Пенева
Пощата на Доктор Дулитъл, изд.: ИК „Хермес“, Пловдив (2007), прев. Иванка Савова
4. Doctor Dolittle's Circus (1924)
Цирк Доктор Дулитъл, изд. „Т. Ф. Чипев“ (1934), прев. В. Саръиванов 
Циркът на доктор Дулитъл, изд.: „Отечество“, София (1984), изд.: ИК „Ведрина“, София (1994), изд.: ИК „Пан“, София (1998), изд.: ИК „Хермес“, Пловдив (2007), прев. Жени Божилова
5. Doctor Dolittle's Zoo (1925)
Зоологическа градина Доктор Дулитъл, изд. „Т. Ф. Чипев“ (1937), прев. В. Саръиванов
6. Doctor Dolittle's Caravan (1926)
7. Doctor Dolittle's Garden (1927)
8. Doctor Dolittle in the Moon (1928)
Доктор Дулитъл на Луната, изд.: ИК „Ведрина“, София (1994), прев. Милена Илиева
9. Doctor Dolittle's Return (1933)
10. Doctor Dolittle's Birthday Book (1936)
11. Dr Dolittle and the Secret Lake (1948)
12. Doctor Dolittle and the Green Canary (1950)
Доктор Дулитъл и зеленото канарче, изд.: ИК „Ведрина“, София (1994), прев. Борис Тодоров
13. Dr Dolittle's Puddleby Adventures (1952)

### Поезия
- Porridge Poetry (1924)
- Victory for the Slain (1942)

### Книги за писателя
- Hugh Lofting, Geoffrey Trease and J.M.Barrie (1968) – от Едуард Блишен
- Hugh Lofting (1992) – от Гари Шмит

### Екранизации
- 1928 Dr. Dolittle und seine Tiere – анимационен
- 1967 Доктор Дулитъл
- 1998 Доктор Дулитъл
- 2001 Доктор Дулитъл 2
- 2006 Доктор Дулитъл 3
- 2008 Д-р Дулитъл: Опашката на дявола
- 2009 Доктор Дулитъл: Кучета за милион долара
- 2010 Doctor Dolittle
- 2019 The Voyage of Doctor Dolittle